# María Fasce
Pour les articles homonymes, voir Maria Teresa Fasce et Fasce (homonymie).
María Fasce, née en 1969, est une écrivaine argentine.

## Œuvres
- El oficio de mentir (1997)
- La felicidad de las mujeres (1999)
- La verdad según Virginia (1997)
- La naturaleza del amor (2008)
- A nadie le gusta la soledad (2007)

### Traductions françaises
- La Vérité selon Virginia, traduction par Vincent Raynaud de La verdad según Virginia, Gallimard, 2004
- « Canapé bleu », traduction de Vincent Raynaud, in Les Bonnes Nouvelles de l'Amérique latine, Gallimard, « Du monde entier », 2010  (ISBN 978-2-07-012942-3)